# 조남기
조남기(赵南起, 1927년 4월 20일 ~ 2018년 6월 17일), 또는 자오난치는 중화인민공화국의 군인이자 정치인이다. 조선족으로서 중화인민공화국에서 가장 고위직에 오른 인물 중 하나이다.

## 생애
일제 강점기 조선 충청북도 청주군에서 출생해, 어릴 때 중국 지린성으로 부모와 함께 이주하였다. 6.25 전쟁이 발발하자, 중국인민지원군 보급장교로 참전하여 펑더화이 지원군 사령관의 통역을 맡았다.
전쟁이 끝난 후에는 중국 인민해방군 지린성 연변군구에 소속되어 정치위원을 맡았다. 이후 인민해방군 총후근부장(보급사령관), 중앙 군사위원회 위원, 군사과학 연구원장 등 인민해방군 내 최고위직들을 역임하였다. 군 전역 후에는 중국인민정치협상회의 전국 위원회 부주석도 맡은 바 있다.